# حقل (جغرافيا)
في سياق التحليل المكاني وأنظمة المعلومات الجغرافية وعلوم المعلومات الجغرافية، تم اعتماد المصطلح حقل من قِبل علم الفيزياء، والذي يشير إلى كمية (أو مقدار) يمكن نظريًا تعيينها لأي نقطة مكانية، مثل درجة الحرارة أو الكثافة. هذا الاستخدام لمصطلح «الحقل» هو مرادف للمتغير التابع مكانيًا الذي يشكل أساس علم الجيولوجيا الإحصائية والمزج بين هذه التخصصات هو أمر شائع. ويتم العثور على كٍل من الحقول العددية أو الاتجاهية في التطبيقات الجغرافية، إلا أن النوع الأول هو الأكثر شيوعًا. إن ابسط نموذج رسمي معروف للحقل هو الدالة التي ينتج عنها قيمة فردية يقابلها نقطة مكانية (بمعنى، (t = f(x, y, z)
وعلى الرغم من أن المفهوم الأساسي للحقل قد نبع من علم الفيزياء، إلا أن الجغرافيين قاموا بتطوير نظريات ونماذج بيانات وأساليب تحليل مستقلة. إن أحد أسباب هذا الانفصال الواضح هو أن «الحقول الجغرافية» تميل إلى أن تمتلك طبيعة أساسية مختلفة عن تلك التي تتميز بها الحقول الفيزيائية؛ حيث إنها تتميز بوجود نماذج مماثلة للجاذبية والمغناطيسية، ولكن في حقيقة الأمر هي مختلفة تمامًا. وتتضمن الأنواع الشائعة من الحقول الجغرافية:
- الحقول الطبيعية، خواص المادة التي تتكون عند مستويات أقل من مستوى الإدراك البشري، مثل درجة الحرارة أو رطوبة التربة.
- الحقول الصناعية أو الكلية، وهي خصائص تم تأسيسها إحصائيًا عن مجموعات كلية من الأفراد، مثل الكثافة السكانية.
- الحقول المحتملة، وهي التي تقيس الكميات النظرية غير المادية (وبالتالي فهي أكثر ارتباطًا بمجال الفيزياء)، مثل احتمال أن يفضل أحد الأشخاص في موقع معين استخدام أحد المرافق بعينه (على سبيل المثال: محل بقالة).

كذلك يمكن للحقول الجغرافية أن توجد عبر نطاق زمني مثلما تتواجد في الفراغ المكاني. على سبيل المثال، فإن درجة الحرارة تختلف بمرور الوقت كما تختلف وفقًا للموقع المحدد في الفراغ المكاني. في الواقع، إن العديد من الأساليب المستخدمة في جغرافيا الزمن والنماذج الزمانية المكانية المماثلة تقوم بتناول موقع الفرد بوصفه وظيفة أو حقلًا على مر الزمان.

## التاريخ والأساليب
لقد تم تطوير نمذجة الحقول وتحليلها في التطبيقات الجغرافية على مدى خمس حركات أساسية منفصلة، والتي تم دمجها بالتدريج خلال السنوات الأخيرة.
- الثورة الكمية للجغرافيا، بدءًا من خمسينيات القرن العشرين، وصولًا إلى النظام الحديث المتعلق بالتحليل المكاني؛ خاصًة التقنيات مثل تقنية نموذج الجاذبية.
- تطور نماذج نظام المعلومات الجغرافية المسمى بـ الرسوميات النقطية وبرامجه، بدءًا من أنظمة المعلومات الجغرافية الكندية في الستينيات من القرن العشرين.
- تقنية النمذجة الخرائطية، والتي ابتكرها إيان ماكهارج في الستينيات من القرن العشرين، ثم تم إضفاء الصفة الرسمية عليها في شكل يرتكز على معيار الحقل بواسطة دانا توملين وسُميت علم الجبر المتعلق بالخرائط.
- الجغرافيا الإحصائية، التي انبثقت عن علم الجيولوجيا بدءًا من الخمسينيات من القرن العشرين.
- تقنيات علم رسم الخرائط المخصصة لتصوير «الأسطح الإحصائية» (مرادف آخر لمصطلح الحقول)، بما في ذلك خرائط تدرج الألوان وخرائط الخطوط المحيطية (الخرائط الكنتورية).

المفهوم الأوحد الذي يكمن وراء كلٍ من هذه الأساليب هو مفهوم التبعية المكانية أو الترابط التلقائي المكاني، والذي يُشار إليه بصورة أكثر تعبيرًا بوصفه قانون توبلر الأول للجغرافيا: «كل شيء هو في الحقيقة مرتبط بكل شيء آخر، ولكن الأشياء القريبة أكثر ارتباطًا ببعضها البعض من الأشياء البعيدة.» وبالرغم من أنه يمثل اتجاهًا عامًا أكثر منه قانونًا عالميًا، إلا أن قانون توبلر (والاستثناءات المتكررة عليه) يشكل اللغة الأساسية لفهم أنماط الحقول الجغرافية.
هذا الاستخدام لمصطلح الحقول يجب ألا يتم الخلط بينه وبين ذلك المستخدم في علوم الحاسوب وقواعد البيانات، والذي يستخدم كثيرًا في أنظمة المعلومات الجغرافية.